# Issa (nom)
Issa és un nom masculí àrab (àrab: عيسى, ʿĪsà) que es correspon amb el català Jesús entre els musulmans. Si bé Issa és la transcripció normativa en català del nom en àrab clàssic, també se'l pot trobar transcrit Isa, 'Isa... Issa, en concret, és el nom que rep Jesús de Natzaret en l'Alcorà, que hi apareix esmentat en 93 aleies. Els cristians àrabs, però, anomenen a Jesús Yassú, forma usada quasi exclusivament per tal de referir-se a Jesucrist. Com que Issa/Jesús és considerat un important profeta de l'islam, Issa és un nom força usual entre els musulmans, tant arabòfons com no; aquests darrers l'han adaptat a les característiques fòniques i gràfiques de la seva llengua: albanès: Isa; amazic cabilenc: Ɛisa; atjeh: Isa; àzeri: İsa; bosnià: Isa; haussa: Isa; indonesi: Isa; javanès: Isa; kazakh: Иса; kurd: Eso; malai: Isa; mari: Иса; somali: Ciise; suahili: Isa; tadjik: Исо; tàtar: Ğaysa i İsa; turc: İsa; turcman: Isa; txuvaix: Иса; uigur: ئەيسا; uzbek: Iso; wòlof: Iso.
Vegeu aquí personatges i llocs que duen aquest nom.